# 萬格鎮區 (明尼蘇達州馬歇爾縣)
萬格鎮區（英語：Wanger Township）是位於美國明尼蘇達州馬歇爾縣的一個行政鎮區。

## 地方資料
萬格鎮區的面積為93.48平方千米，當中陸地面積為93.36平方千米，而水域面積為0.12平方千米。根據2020年美國人口普查的數據，當地共有人口73人，而人口密度為每平方千米0.78人。